# Tibetaanse Autonome Regio

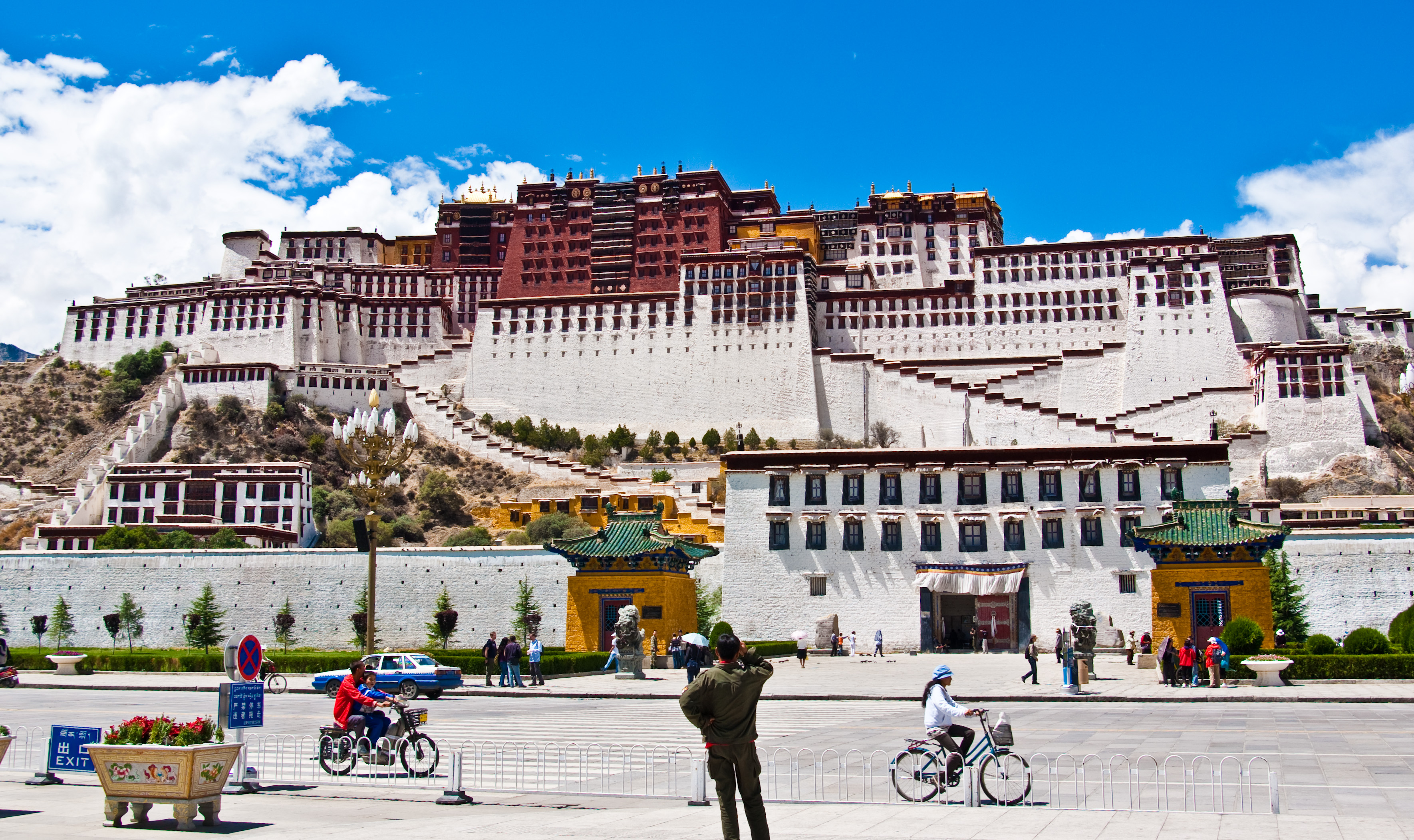
Het Potala in Lhasa

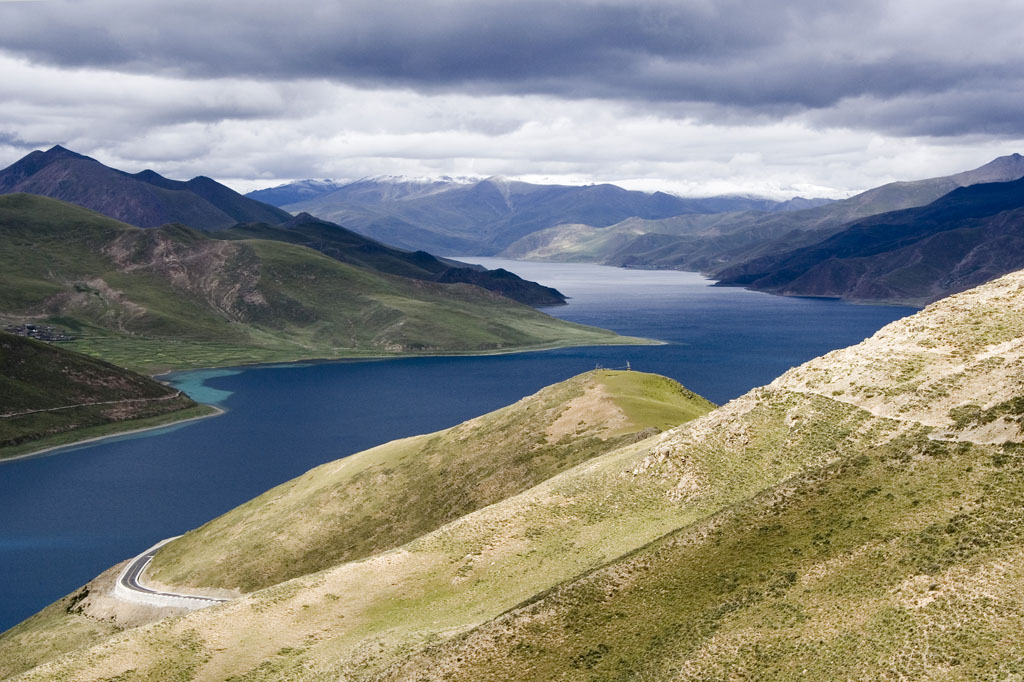
Yamdrok-meer, een van de drie grootste heilige meren in Tibet.

De Tibetaanse Autonome Regio (afgekort TAR) is een autonome regio in de Volksrepubliek China. De Autonome Regio grenst aan Bhutan, Nepal, India, Myanmar en de rest van de Volksrepubliek China.

## Bestuur
De uitvoerende macht in de Tibetaanse Autonome Regio is een regering, die geleid wordt door een voorzitter. Deze regering wordt rechtstreeks door het Nationaal Volkscongres in Beijing benoemd en is bij alle beslissingen verantwoording schuldig aan de lokale afdeling van de Communistische Partij. De feitelijke macht ligt daardoor bij de partij, die lokaal geleid wordt door een secretaris.
De voorzitter van de regering is traditioneel een Tibetaan, terwijl de secretaris van de Communistische Partij meestal een Han-Chinees is. De huidige voorzitter is Padma Choling, de huidige secretaris van de partij is Zhang Qingli.

## Recente geschiedenis
Het gebied van de TAR is vrijwel identiek aan het gebied waarover tussen 1911 en 1951, de periode van Tibetaanse onafhankelijkheid, een Tibetaanse regering het gezag uitoefende. In 1950-51 viel het Volksbevrijdingsleger Tibet binnen en kregen de Chinese autoriteiten greep op het gebied.
In 1955 werd het Voorbereidingscomité van de Tibetaanse Autonome Regio gevormd. Daarbij werd het gebied verdeeld in drie regio's:
- de regio U, met aan het hoofd de dalai lama;
- de regio Tsang, met aan het hoofd de pänchen lama;
- de regio Chamdo (globaal 1/3 deel van het historische gebied van Kham).

Na de opstand in Tibet van 1959 vluchtten de veertiende dalai lama en de regering van Tibet naar India en nam de Volksrepubliek China het bestuur in Tibet volledig over. In 1965 werd de formele structuur van de TAR van kracht.

## Bevolking
Volgens de officiële cijfers had de Tibetaanse Autonome Regio in 1996 2,44 miljoen inwoners, maar waarschijnlijk is dit slechts de oorspronkelijke etnisch Tibetaanse bevolking. Schattingen wijzen erop dat het werkelijke cijfer weleens anderhalf keer zo hoog kan zijn, indien ook naar Tibet gemigreerde Han-Chinezen worden meegeteld. De Han vestigen zich vooral in de steden, op het platteland vormen de Tibetanen de meerderheid. Verder wordt de Chinese militaire aanwezigheid op 200.000 troepen geschat. De Chinese regering stimuleert migratie van Han naar Tibet; dit komt volgens haar de economie van achtergestelde gebieden ten goede. De economie van de Autonome Regio groeide in 2003 met 12%, wat met name de in de grotere steden gevestigde bevolking ten goede komt.

## Bestuurlijke indeling
De bestuurlijke indeling van Tibet ziet er als volgt uit:
| Kaart            | Kaart    | Kaart      | Kaart        | Kaart         | Kaart                 | Kaart | Kaart |
| ---------------- | -------- | ---------- | ------------ | ------------- | --------------------- | ----- | ----- |
|                  |          |            |              |               |                       |       |       |
| Nr.              | Naam     | Hanzi      | Hanyu Pinyin | Tibetaans     | Wylie                 |       |       |
| Stadsprefecturen |          |            |              |               |                       |       |       |
| 5                | Lhasa    | 拉萨市     | Lāsà Shì     | ལྷ་ས་གྲོང་ཁྱེར་    | Lha-sa Grong-khyer    |       |       |
| Prefecturen      |          |            |              |               |                       |       |       |
| 1                | Ngari    | 阿里地区   | Ālǐ Dìqū     | མངའ་རིས་ས་ཁུལ་  | Mnga'-ris Sa-khul     |       |       |
| 2                | Nagchu   | 那曲地区   | Nàqū Dìqū    | ནག་ཆུ་ས་ཁུལ་    | Nag-chu Sa-khul       |       |       |
| 3                | Chamdo   | 昌都地区   | Chāngdū Dìqū | ཆབ་མདོ་ས་ཁུལ་   | Chab-mdo Sa-khul      |       |       |
| 4                | Shigatse | 日喀则地区 | Rìkāzé Dìqū  | གཞིས་ཀ་རྩེ་ས་ཁུལ་ | Gzhis-ka-rtse Sa-khul |       |       |
| 6                | Lhokha   | 山南地区   | Shānnán Dìqū | ལྷོ་ཁ་ས་ཁུལ་     | Lho-kha Sa-khul       |       |       |
| 7                | Nyingtri | 林芝地区   | Línzhī Dìqū  | ཉིང་ཁྲི་ས་ཁུལ་    | Nying-khri Sa-khul    |       |       |

De Tibetaanse Autonome Regio is onderverdeeld in zes prefecturen en een stadsprefectuur. Naar census zou bijna 93% van de bevolking uit Tibetanen bestaan. Vermoedelijk is het werkelijke percentage lager omdat in de officiële cijfers de naar Tibet gemigreerde Han-Chinezen niet of slechts ten dele worden meegeteld.
| Bevolking in Tibet per bestuurlijke regio, 2000 census. | Bevolking in Tibet per bestuurlijke regio, 2000 census. | Bevolking in Tibet per bestuurlijke regio, 2000 census. | Bevolking in Tibet per bestuurlijke regio, 2000 census. | Bevolking in Tibet per bestuurlijke regio, 2000 census. | Bevolking in Tibet per bestuurlijke regio, 2000 census. | Bevolking in Tibet per bestuurlijke regio, 2000 census. | Bevolking in Tibet per bestuurlijke regio, 2000 census. |
|                                                         | Totaal                                                  | Tibetanen                                               | Tibetanen                                               | Han-Chinezen                                            | Han-Chinezen                                            | overigen                                                | overigen                                                |
| ------------------------------------------------------- | ------------------------------------------------------- | ------------------------------------------------------- | ------------------------------------------------------- | ------------------------------------------------------- | ------------------------------------------------------- | ------------------------------------------------------- | ------------------------------------------------------- |
| Tibetaanse Autonome Regio:                              | 2.616.329                                               | 2.427.168                                               | 92,8%                                                   | 158.570                                                 | 6,1%                                                    | 30.591                                                  | 1,2%                                                    |
| Lhasa stadsprefectuur                                   | 474.499                                                 | 387.124                                                 | 81,6%                                                   | 80.584                                                  | 17,0%                                                   | 6.791                                                   | 1,4%                                                    |
| prefectuur Chamdo                                       | 586.152                                                 | 563.831                                                 | 96,2%                                                   | 19.673                                                  | 3,4%                                                    | 2.648                                                   | 0,5%                                                    |
| prefectuur Lhokha (Shannan)                             | 318.106                                                 | 305.709                                                 | 96,1%                                                   | 10.968                                                  | 3,4%                                                    | 1.429                                                   | 0,4%                                                    |
| prefectuur Shigatse                                     | 634.962                                                 | 618.270                                                 | 97,4%                                                   | 12.500                                                  | 2,0%                                                    | 4.192                                                   | 0,7%                                                    |
| prefectuur Nagchu                                       | 366.710                                                 | 357.673                                                 | 97,5%                                                   | 7.510                                                   | 2,0%                                                    | 1.527                                                   | 0,4%                                                    |
| prefectuur Ngari                                        | 77.253                                                  | 73.111                                                  | 94,6%                                                   | 3.543                                                   | 4,6%                                                    | 599                                                     | 0,8%                                                    |
| prefectuur Nyingtri                                     | 158.647                                                 | 121.450                                                 | 76,6%                                                   | 23.792                                                  | 15,0%                                                   | 13.405                                                  | 8,4%                                                    |

## Steden in Tibetaanse Autonome Regio
- Chamdo
- Lhasa (hoofdstad)
- Wenzhuan
- Shigatse

## Economie
De Tibetaanse Autonome Regio is al sinds de oprichting een van de armste gebieden van Volksrepubliek China. Jaarlijks geeft de centrale overheid veel subsidies aan de regio om de economie te ontwikkelen. De regio is niet het armste gebied van de Volksrepubliek, maar ontvangt tot onvrede van de armste gebieden wel de meeste subsidies om de economie te ontwikkelen. Het armste gebied van de Volksrepubliek is Guizhou, maar ontvangt per inwoner niet de meeste subsidie om de economie te ontwikkelen. Dat deze autonome regio de meeste subsidie ontvangt, is een middel om de Tibetaanse bevolking rustig te houden, omdat de Chinese overheid ervan uitgaat dat door groei van de economie, de liefde van de bevolking tegenover de partij en de staat groter zal worden.

## Toerisme
Het werd sinds de jaren 80 voor buitenlandse toeristen mogelijk de Autonome Regio te bezoeken. Vergunningen waren aanvankelijk echter duur en de toeristen mochten zich niet buiten daarvoor bestemde gebieden begeven. Deze gebieden liggen vooral rond de hoofdstad Lhasa. Tijdens festivals zoals de viering van het 40-jarig jubileum van de Autonome Regio worden toeristen niet of slechts beperkt toegelaten, omdat de autoriteiten bang zijn dat ze getuige worden van demonstraties. Tijdens de opstanden van 1987 tot 1993 legden westerse toeristen op camera vast hoe het leger hardhandig demonstranten aanpakte en de Mensenrechten in Tibet geschonden werden.
Tibet werd sinds 2007 door middel van een spoorlijn van Peking naar Lhasa bereikbaar per trein. Toeristen zouden hierdoor in potentie beter Tibet kunnen bereiken, wat de regio verder kan helpen ontwikkelen zoals in de rest van China is gebeurd sinds het begin van de opendeurpolitiek van Deng Xiaoping in de jaren 80. Door de hoge kosten van de overland-permits kiezen de meeste toeristen echter voor een reis naar Tibet per vliegtuig.